# Develi Belediye Spor Kulübü 2022-2023
Questa voce raccoglie le informazioni riguardanti il Develi Belediye Spor Kulübü nelle competizioni ufficiali della stagione 2022-2023.

## Stagione
Il Develi Belediye Spor Kulübü disputa la stagione 2022-23 senza alcuna denominazione sponsorizzata.
Partecipa al suo primo campionato di Efeler Ligi, classificandosi all'undicesimo posto in regular season. In Coppa di Turchia, invece, non supera la fase a gironi.

## Organigramma societario
Area direttiva
- Presidente: Mehmet Cabbar

Area tecnica
- Allenatore: Bahadır Aksoy (fino a novembre[3]), Aykut Lale (da novembre[4])
- Allenatore in seconda: Ömer Özkan
- Scoutman: Doğukan Yurdakul

## Rosa
| N° | Nome               | Ruolo | Data di nascita  | Nazionalità sportiva |
| -- | ------------------ | ----- | ---------------- | -------------------- |
| 1  | Caner Pekşen       | P     | 9 giugno 1987    | Turchia              |
| 1  | Furkan Aydın       | C     | 15 gennaio 1997  | Turchia              |
| 2  | Berkan Bozan       | P     | 28 maggio 1991   | Turchia              |
| 3  | Mehmet Susam       | L     | 18 giugno 2002   | Turchia              |
| 4  | Ahmet Baltacı      | C     | 8 giugno 1999    | Turchia              |
| 5  | Ali Heper          | L     | 11 gennaio 1999  | Turchia              |
| 6  | Branimir Grozdanov | S     | 21 maggio 1994   | Bulgaria             |
| 6  | Apostol Bojanov    | S     | 6 novembre 2003  | Bulgaria             |
| 7  | Berkan Eryüz       | C     | 26 febbraio 1993 | Turchia              |
| 8  | Alperay Demirciler | L     | 1º febbraio 1993 | Turchia              |
| 9  | Abdullah Çam       | S     | 30 marzo 1997    | Turchia              |
| 10 | Michał Filip       | O     | 31 agosto 1994   | Polonia              |
| 11 | İbrahim Emet       | C     | 15 gennaio 1986  | Turchia              |
| 12 | Yusuf Eken         | O     | 4 maggio 2000    | Turchia              |
| 13 | Ali Edis           | C     | 18 gennaio 1997  | Turchia              |
| 13 | Radzivon Miskevič  | O     | 22 aprile 1995   | Bielorussia          |
| 15 | Furkan Gök         | P     | 1º gennaio 1998  | Turchia              |
| 17 | Onur Altınkaya     | L     | 6 febbraio 1997  | Turchia              |
| 17 | Mihajlo Stanković  | S     | 5 giugno 1993    | Serbia               |
| 18 | Jan Jereščenko     | S     | 6 aprile 1990    | Ucraina              |
| 22 | Jurij Synycja      | P     | 22 agosto 1993   | Ucraina              |
| 24 | Hamdi Erkan        | S     | 19 luglio 1996   | Turchia              |

## Statistiche

### Statistiche di squadra
| Competizione     | Punti | In casa | In casa | In casa | In trasferta | In trasferta | In trasferta | Totale | Totale | Totale |
| Competizione     | Punti | G       | V       | P       | G            | V            | P            | G      | V      | P      |
| ---------------- | ----- | ------- | ------- | ------- | ------------ | ------------ | ------------ | ------ | ------ | ------ |
| Efeler Ligi      | 24    | 13      | 4       | 9       | 12           | 2            | 10           | 25     | 6      | 19     |
| Coppa di Turchia | 0     | 0       | 0       | 0       | 0            | 0            | 0            | 3      | 0      | 3      |
| Totale           | -     | 13      | 4       | 9       | 12           | 2            | 10           | 28     | 6      | 22     |

G = partite giocate; V = partite vinte; P = partite perse

### Statistiche dei giocatori
| Giocatore     | Campionato | Campionato | Campionato | Campionato | Campionato | Coppa di Turchia | Coppa di Turchia | Coppa di Turchia | Coppa di Turchia | Coppa di Turchia | Totale | Totale | Totale | Totale | Totale |
| Giocatore     | P          | PT         | AV         | MV         | BV         | P                | PT               | AV               | MV               | BV               | P      | PT     | AV     | MV     | BV     |
| ------------- | ---------- | ---------- | ---------- | ---------- | ---------- | ---------------- | ---------------- | ---------------- | ---------------- | ---------------- | ------ | ------ | ------ | ------ | ------ |
| O. Altınkaya  | 11         | 0          | 0          | 0          | 0          | 3                | 0                | 0                | 0                | 0                | 14     | 0      | 0      | 0      | 0      |
| F. Aydın      | 5          | 15         | 10         | 3          | 2          | -                | -                | -                | -                | -                | 5      | 15     | 10     | 3      | 2      |
| A. Baltacı    | 22         | 140        | 85         | 49         | 6          | 3                | 17               | 12               | 2                | 3                | 25     | 157    | 97     | 51     | 9      |
| A. Bojanov    | 1          | 0          | 0          | 0          | 0          | -                | -                | -                | -                | -                | 1      | 0      | 0      | 0      | 0      |
| B. Bozan      | 8          | 0          | 0          | 0          | 0          | -                | -                | -                | -                | -                | 8      | 0      | 0      | 0      | 0      |
| A. Çam        | 25         | 228        | 180        | 31         | 17         | 3                | 11               | 9                | 2                | 0                | 28     | 239    | 189    | 33     | 17     |
| A. Demirciler | 25         | 0          | 0          | 0          | 0          | 3                | 0                | 0                | 0                | 0                | 28     | 0      | 0      | 0      | 0      |
| A. Edis       | 10         | 36         | 23         | 10         | 3          | 3                | 6                | 5                | 1                | 0                | 13     | 42     | 28     | 11     | 3      |
| Y. Eken       | 21         | 143        | 120        | 15         | 8          | 3                | 18               | 14               | 2                | 2                | 24     | 161    | 134    | 17     | 10     |
| İ. Emet       | 18         | 86         | 50         | 31         | 5          | 3                | 11               | 4                | 6                | 1                | 21     | 97     | 54     | 37     | 6      |
| H. Erkan      | 21         | 25         | 20         | 5          | 0          | 2                | 0                | 0                | 0                | 0                | 23     | 25     | 20     | 5      | 0      |
| B. Eryüz      | 15         | 47         | 30         | 14         | 3          | 2                | 3                | 2                | 1                | 0                | 17     | 50     | 32     | 15     | 3      |
| M. Filip      | 9          | 180        | 151        | 20         | 9          | 2                | 16               | 16               | 0                | 0                | 11     | 196    | 167    | 20     | 9      |
| F. Gök        | 11         | 19         | 8          | 6          | 5          | 3                | 5                | 2                | 2                | 1                | 14     | 24     | 10     | 8      | 6      |
| B. Grozdanov  | 5          | 33         | 25         | 5          | 3          | 2                | 23               | 22               | 1                | 0                | 7      | 56     | 47     | 6      | 3      |
| A. Heper      | 8          | 0          | 0          | 0          | 0          | -                | -                | -                | -                | -                | 8      | 0      | 0      | 0      | 0      |
| J. Jereščenko | 15         | 160        | 145        | 8          | 7          | 3                | 31               | 29               | 0                | 2                | 18     | 191    | 174    | 8      | 9      |
| R. Miskevič   | 9          | 122        | 103        | 8          | 11         | -                | -                | -                | -                | -                | 9      | 122    | 103    | 8      | 11     |
| C. Pekşen     | 16         | 14         | 4          | 5          | 5          | 2                | 1                | 0                | 1                | 0                | 18     | 15     | 4      | 6      | 5      |
| M. Stanković  | 11         | 97         | 87         | 5          | 5          | -                | -                | -                | -                | -                | 11     | 97     | 87     | 5      | 5      |
| M. Susam      | 1          | 0          | 0          | 0          | 0          | -                | -                | -                | -                | -                | 1      | 0      | 0      | 0      | 0      |
| J. Synycja    | 8          | 28         | 11         | 12         | 5          | -                | -                | -                | -                | -                | 8      | 28     | 11     | 12     | 5      |

P = presenze; PT = punti totali; AV = attacchi vincenti; MV = muri vincenti; BV = battute vincenti